# Luciu, Buzău
Luciu este satul de reședință al comunei cu același nume din județul Buzău, Muntenia, România. Se află în sud-estul județului, în Câmpia Călmățuiului.